# O'Connell River
O'Connell River är ett vattendrag i Australien. Det ligger i regionen Whitsunday och delstaten Queensland, omkring 890 kilometer nordväst om delstatshuvudstaden Brisbane. Genomsnittlig årsnederbörd är 1 479 millimeter. Den regnigaste månaden är februari, med i genomsnitt 387 mm nederbörd, och den torraste är september, med 16 mm nederbörd.